# 제1기갑사단 (미국)
제1기갑사단(1st Armored Division)은 제2차 세계 대전 시기에 최초로 창설된 미국의 기갑사단이다.
미국의 제1기갑사단은 횃불 작전에 처음 참전했다. 튀니지 전역에서는 시디 부지드 전투, 카세린 협곡 전투에 참전했지만 실전 경험 부족으로 수많은 전차를 잃었으며 이탈리아 전역에도 참전했다. 1946년에 해체되었다가 1951년에 다시 창설되었다.

## 전투 서열

### 상위부대
- 제2군단; 제2차 세계 대전
- 제3군단; 현재

### 제2차 세계 대전
- 제1기갑연대 (제1, 2, 3대대)
- 제13기갑연대 (제1, 2, 3대대)
- 제6기갑보병연대 (제1, 2, 3대대)
- 사단 포병대
- 사단 특수병력
  - 제16공병대대

### 현재
- 사단 본부 및 본부대대
- 제1기갑여단전투단
  - 본부 및 본부중대
  - 제1기병연대 6대대
  - 제36보병연대 1대대
  - 제37기갑연대 2대대
  - 제70기갑연대 4대대
  - 제3야전포병연대 2대대
  - 제16여단공병대대
  - 제501여단지원대대
- 제2기갑여단전투단
  - 본부 및 본부중대
  - 제1기병연대 1대대
  - 제35기갑연대 1대대
  - 제37기갑연대 1대대
  - 제6보병연대 1대대
  - 제27야전포병연대 4대대
  - 제40여단공병대대
  - 제47여단지원대대
- 제3기갑여단전투단
  - 본부 및 본부중대
  - 제13기병연대 2대대
  - 제67기갑연대 1대대
  - 제77기갑연대 1대대
  - 제6보병연대 4대대
  - 제1야전포병연대 4대대
  - 제2여단공병대대
  - 제123여단지원대대
- 제1기갑사단 포병대
  - 본부 및 본부 포대
- 제1전투항공여단
  - 본부 및 본부 중대
  - 제6기병연대 3대대
  - 제501항공연대 1대대
  - 제501항공연대 2대대
  - 제501기병연대 3대대
  - 제127항공지원대대
- 제1기갑사단 지원여단
  - 본부 및 본부 중대
  - 제15특수병력대대